# سان نازير
سان نازير هي بلدية في إقليم لوار الأطلسية غرب فرنسا، في منطقة بريتاني التاريخية.
تحظى البلدة بميناء رئيسي يشرف على الضفة اليمنى من مصب نهر لوار، بالقرب من المحيط الأطلسي. تقع البلدة في جنوب ثاني أكبر مستنقع في فرنسا، يسمى "la Brière". نظرًا لموقعها، تتمتع سان نازير بتقليد عريق في الصيد وبناء السفن. بنى شانتيي دو لاتلونتيك، وهو أحد أكبر أحواض بناء السفن في العالم، سفنًا شهيرة مثل إس إس نورماندي وإس إس فرانس وآر إم إس كوين ماري 2 وإم إس سيمفوني أوف ذا سيز التي تعد أكبر سفينة ركاب في العالم اعتبارًا من عام 2018.
كانت سان نازير قرية صغيرة حتى الثورة الصناعية ولكنها أصبحت بلدة كبيرة في النصف الثاني من القرن التاسع عشر، وذلك بفضل بناء السكك الحديدية ونمو الميناء البحري. حلت سان نازير تدريجيًا محل نانت كمرفأ رئيسي عند مصب نهر لوار. كانت البلدة واحدة من أكثر البلدات تضررًا في فرنسا خلال الحرب العالمية الثانية.
نظرًا لكونها قاعدة غواصات رئيسية للألمان، تعرضت سان نازير لغارة بريطانية في عام 1942 وقصف شديد من قبل الحلفاء حتى عام 1945. وكونها إحدى جيوب المحيط الأطلسي، كانت سان نازير واحدة من آخر الأراضي في أوروبا التي تم تحريرها من الألمان، في 11 مايو 1945.

## تاريخها

### العصور القديمة
يعتقد علماء الآثار أن سان نازير مبنية على بقايا كوربيلو، وهي مدينة غاليّة أرموريكانية سكنتها قبيلة نامنت، والتي كانت (وفقًا للملّاح الإغريقي بيثياس) ثاني أكبر المدن الغاليّة، بعد ماساليا (الآن مرسيليا). تشير الآثار إلى أن المنطقة كانت مأهولة بالسكان منذ فترة العصر الحجري الحديث على الأقل، كما يتضح من وجود المعالم الأثرية مثل قبّة ديسيناك والدولمينات الواقعة في وسط المدينة الحالية، والتماثيل البرونزية القديمة التي عُثر عليها في المنطقة المجاورة.
وفقًا لمؤرخ القرن الخامس عشر آلان بوشارت، سافر بروتوس الطروادي -الجد الأسطوري للبريطونيين- إلى سان نازير لتطأ قدمه أرض الوطن الجديد لشعبه. تشير الروايات التاريخية إلى أنه في نهاية عهد الإمبراطورية الرومانية، استعمر بعض البريطونيين مصب نهر لوار ثم شبه الجزيرة التي تحتوي على غيراند. أبعد حدٍّ للغة البريتانية في منطقة لوار هي دونغ، إلى الشرق من سان نازير.

### العصور الوسطى
وفقًا للكاتب غريغوري التوروزي من أواخر القرن السادس، احتفظت الكنيسة الرومانية برفات الشهيد نازاريوس في كاتدرائية محلية. وفقًا للأسطورة، أرسل القائد البريتاني واروش الثاني مبعوثًا للاستيلاء على هذه الآثار. أُحبطت المؤامرة عندما كسر المبعوث جمجمته بعتبة باب الكنيسة. رُدع واروش -الذي فسر ذلك على أنه معجزة- وأخذت القرية منذ ذلك الحين اسم القديس نازاريوس دو سينواريو.
بعد هذه النقطة، فإن تاريخ سان نازير، مثل تاريخ معظم أوروبا خلال العصور المظلمة، لم يُوثَّق جيدًا. وقعت المعارك، كما حدث في عام 1380 عندما دافع جيهان ديست عن المدينة باسم جون الخامس، دوق بريتاني (المعروف في فرنسا باسم جان الرابع) ضد أسطول قشتالة خلال حرب المئة عام. بعد هذا الوقت، أصبحت سان نازير مقرًا لأبرشية تمتد من Penhoët إلى بورنيشيه وهي جزء من سان نازير.
مثل كل أجزاء بريتاني، شكلت سان نازير جزءًا من دوقية بريتاني حتى عام 1532، عندما ضمّتها فرنسا. في 1624، هُدّدت المدينة من قبل الكالفينيين. في عام 1756، شُيّد حصن بناءً على أمر حاكم بريتاني لحماية البلدة، التي كان عدد سكانها في ذلك الوقت 600 نسمة. بقيت سان نازير جزءًا من مقاطعة بريتاني حتى الثورة الفرنسية.

### صناعات القرن التاسع عشر
في بداية القرن التاسع عشر، كان الميناء عبارة عن مجرد مرفأ واحد بسيط. نظرًا لأن البلدة كانت داخلية حتى ذلك الوقت، فإن اقتصادها الرئيسي لم يعتمد على الصيد التجاري بل على موقعها الاستراتيجي باعتبارها أخفض نقطة ملاحية ممكنة للسفن الكبيرة وعلى تزويد مرشدي السفن للإبحار نحو منطقة لوار. في عام 1800، بلغ عدد سكان أبرشية سان نازير 3,216 نسمة.
أُنشئت سان نازير الحديثة بإدارة نابليون الثالث. يُظهر عدد السكان البالغ 3216 في عام 1800 تاريخها الممزّق، مع وجود منطقة محلية (Brière)، في منطقة بريتاني السفلى (في إقليم موربيهان في جنوب فينيستر)، وتمثيل بسيط من معظم المناطق الأخرى في فرنسا. من هذه النقطة فصاعدًا، شهد عدد سكان سان نازير نموًا هائلًا، الذي انعكس على لقبها «كاليفورنيا البريتانية الصغيرة»، أو «ليفربول الغرب».
في عام 1802، بُني طريق لتطوير الميناء، الذي تم توسيعه بحلول عام 1835 إلى كاسر أمواج مع منارة ملاحية في نهايته. وشمل التطوير أحواض جديدة لتفريغ السفن إلى المراكب التي تحمل البضائع إلى أعلى النهر. نقل هذا التطوير البلدة إلى منطقة المدينة التي تسمى الآن منطقة «المغرب الصغير». وجعل هذا التطوير البلدةَ قاعدةً لبواخر الركاب على خط نانت–سان نازير بالإضافة إلى جعل البلدة الميناء البديل للسفن التي لم تتمكن من الوصول إلى نانت.
في عام 1856، حُفر أول حوض رطب في «مدينة هالوارد» لجعل إرساء السفن وإبحارها ممكنًا. وأدى ذلك إلى بناء أول خط للسكك الحديدية في البلدة. في عام 1857، ربطت شركة السكك الحديدية في أرليانش (Chemin de Fer de Paris à Orléans) سان نازير مع نانت. في عام 1862، تم تركيب أول خطوط للتلغراف عبر الأطلسي من فرنسا إلى أمريكا الجنوبية، ووصلت الشاطئ عند سان نازير. شهد عام 1862 أيضًا تشييد منشآت رئيسية لبناء السفن، بما في ذلك منشآت شانتيي سكوت، التي أطلقت أولى السفن الفرنسية ذات الهيكل المعدني. في عام 1868، أصبحت سان نازير مقاطعة فرعية لبلدة سافيني. أُنشئ حوض ثانٍ في Penhoët في عام 1881، للسماح بمناولة السفن الكبيرة، ولكن بناء بوابة هويس للوصول إليه أدى إلى تقسيم البلدة إلى قسمين، وتشكّلت سان نازير القديمة وجزيرة اصطناعية تسمى «المغرب الصغير».
في أوائل عام 1870، انضم بيير فالديك روسو المولود في نانت إلى نقابة المحامين في سان نازير. في سبتمبر، أصبح -على الرغم من صغر سنه- أمينًا في لجنة البلدية، إذ عُيِّن مؤقتًا لمواصلة أعمال البلدة. نظّم روسو الأمن القومي في سان نازير، وسار مع فريقه في الشارع، على الرغم من أنهم لم يجدوا أي خدمة عسكرية نشطة بسبب نقص الذخيرة (بعد أن صادرت الدولة مخزونهم الخاص). في عام 1873، انتقل إلى نقابة المحامين في رين، بعد إنشاء الجمهورية الفرنسية الثالثة في عام 1871.
في 30 مارس 1894، وقع إضراب في معامل الحدادة في تريغناك احتجاجًا على خفض القوى العاملة. ما بدا نزاعًا بسيطًا تصاعد بعد إطلاق النار في فورميه، ما جعل البلدة تحصل على لقبها الوطني «المدينة الحمراء». توافد الاشتراكيون إلى البلدة دفاعًا عن العمال المضربين، وانضموا إلى إعلان «إطلاق النار في فورميه».
في عام 1900، أُنشئت بلدية بورنيشيه بالانفصال عن البلدية الأكبر سان نازير.

### الحرب العالمية الأولى
خلال الحرب العالمية الأولى، أصبحت المدينة ميناء مهمًا لإنزال قوات الحلفاء، خاصة في المراحل الأخيرة لجيش الولايات المتحدة. عندما دخلوا الحرب في عام 1917، طوروا البنية التحتية للبلدة والميناء، وذلك بإضافة أحواض تخزين إضافية لمياه الشرب في محطات معالجة المياه في البلدة، ومحطة تبريد لأرصفة شحن وتخزين اللحوم ومنتجات الألبان التي تتزوَّد قواتهم بها.
ومع ذلك، نجم عن وجود بيوت الدعارة القانونية (ميزون توليري) حادث دبلوماسي. نتيجة لمخاوف الصحة العامة الإصلاحية الصارمة في الداخل، حظرت قوات الحملة الأمريكية الـ «ميزون توليري»، ما أدى إلى نشوب نزاع بين مالكي بيوت الدعارة في البلدة بدعم من رئيس البلدية، مع قوات الجيش الأمريكي. مع تصاعد النزاع، أرسل رئيس الوزراء جورج كليمنصو مذكرة إلى الجنرال جون بيرشنغ يعرض فيها تسوية: ستتحكم السلطات الطبية الأمريكية ببيوت الدعارة المحددة التي تفتح أبوابها فقط للجنود الأمريكيين. مرّر بيرشنغ الاقتراح إلى ريموند فوسديك، الذي بدوره عرضه على وزير الحرب نيوتن بيكر الذي رد عليه فورًا: «كرامة لله، ريموند! لا تعرض ذلك للرئيس وإلّا فإنه سيوقف الحرب». بعد التوقيع على الهدنة في نوفمبر 1918، لم يعد بإمكان جيش الولايات المتحدة التذرّع بالضرورة العسكرية كحجة لتقليص الإجازات، ما أدى إلى ارتفاع معدلات الأمراض المنقولة جنسيًا بسرعة بين قوات جيش الولايات المتحدة.

## فترة ما بين الحربين العالميتين
تسبّبت فترة ما بعد الحرب في فترة من الكساد الاقتصادي بالنسبة لبناة السفن الذين انتقلوا نتيجة لذلك إلى بناء الطائرات البحرية منذ عام 1922. في عام 1926، دُمجت مقاطعة بامبوف مع مقاطعة سان نازير، ما عزز من تأثير المدينة على الضفة الجنوبية لنهر لوار.
على الرغم من بناء إس إس باريس، بين عامي 1913 و1921، وإس إس إيل دو فرانس بين عامي 1925 و1926، كَلّفت الحكومة الفرنسية بإجراء سلسلة من البرامج الحكومية لمساعدة النشاط الاقتصادي الوطني نتيجة للكساد الكبير الذي حدث في الثلاثينيات. كلَّفت شركةُ الشحن «الشركة العامة عابرة الأطلسي» التي تملكها الدولة بناةَ السفن في سان نازير ببناء سفينة ركاب جديدة كبيرة، ونتيجة لذلك بين عامي 1928 و 1934 أنشأ ألبير كاكيو حوض لويس جوبير الجاف -1200 متر × 60 م (3940 قدم × 200 قدم)، وهو الأكبر من نوعه في العالم في ذلك الوقت- الضروري لاستيعاب بناء إس إس نورماندي. في عام 1932، أفلس كازينو سان نازير وأعيد بيعه إلى بلدة نانت: أُعيد تطوير الموقع في عام 1935 ليكون أول مقر لمدرسة سان لويس الحالية.
نتيجة للإضراب الوطني العام في يونيو 1936، ولضمان إكمال مشروع إس إس نورماندي المرموق وطنيًا، أمّمت الحكومة أحواض بناء السفن الخاصة في كيان واحد مملوك للدولة، هو شانتيي دو لاتلونتيك.

### فترة الحرب العالمية الثانية
بعد غزو جيش الفيرماخت الألماني النازي لبولندا في بداية الحرب العالمية الثانية، فشلت القوات المشتركة للجيش الفرنسي وقوات الحملة البريطانية في صدّ الهجوم القادم. كجزء من عملية إريال، أصبحت سان نازير -مثل دونكيرك- نقطة إخلاء للبريطانيين إلى إنجلترا، كان الكاتب جون رنشو ستار من ضمن الذين أبحروا من سان نازير.